# Jean-François Mancel
Jean-François Mancel (ur. 1 marca 1948 w Beauvais) – francuski polityk, samorządowiec i urzędnik państwowy, wieloletni deputowany krajowy, od 1984 do 1986 poseł do Parlamentu Europejskiego II kadencji

## Życiorys
Pochodzi z rodziny o tradycjach gaullistowskich. Studiował prawo publiczne i prywatne na Uniwersytecie Paryskim. Został absolwentem Instytutu Nauk Politycznych w Paryżu oraz École nationale d’administration (w ramach promocji André Malraux z 1977). Pracował m.in. jako urzędnik w ministerstwie infrastruktury. Autor kilku publikacji z zakresu prawa konstytucyjnego i administracyjnego, był przewodniczącym stowarzyszenia przyjaźni francusko-azerskiej.
Zaangażował się w działalność polityczną w ramach Unii Demokratów na rzecz Republiki, przekształconej w Zgromadzenie na rzecz Republiki (od 1994 zastępca, a od 1995 do 1997 sekretarz generalny tego ugrupowania). W latach 1971–1978 pełnił funkcję zastępcy mera rodzinnej miejscowości, później zasiadał w radach miejskich Beauvois (1983–1989) i Novillers (1995–2008, od 2014 wicemer). Od 1979 do 2015 członek rady departamentu Oise, w tym od 1985 do 2004 jej przewodniczący. W 1978 po raz pierwszy wybrany do Zgromadzenia Narodowego. W 1984 wybrany posłem do Parlamentu Europejskiego, przystąpił do Europejskiego Sojuszu Demokratycznego (zasiadał w nim do 1986). W 1986 powrócił do krajowego parlamentu, pozostając jego członkiem do 1997. W kolejnym roku wykluczony z RPR za wypowiedzi przychylne wobec Frontu Narodowego. W 2002 został przyjęty do Unii na rzecz Ruchu Ludowego, z jej poparciem ponownie należał do Zgromadzenia Narodowego w latach 2002–2017. W 2017 nie kandydował ponownie, wycofując się z działalności parlamentarnej wobec kontrowersji. Pełnił jednocześnie nadal funkcje samorządowe, w tym wicemera Novillers i prezydenta związku międzygminnego Pays de Thelle et Ruraloise (do 2020).
Żonaty, ma sześcioro dzeci, w tym jednego syna Alexisa, także polityka.

## Kontrowersje
W 1997 wszczęto w jego sprawie postępowanie związane z nieprawidłowym wydatkowaniem środków publicznych z budżetu departamentu, ostatecznie umorzono je, gdy Mancel zwrócił część pieniędzy. Następnie oskarżony o konflikt interesów związany z przyznawaniem kontraktów spółce, której był udziałowcem. W 2005 skazany w tej sprawie na wyrok 18 miesięcy więzienia w zawieszeniu i grzywnę. Sąd Kasacyjny odrzucił skargę na tę decyzję, co w 2010 zostało uznane przez Europejski Trybunał Praw Człowieka za częściowo nieprawidłowe i przyznał mu odszkodowanie. Od 2017 wysuwano wobec niego zarzuty o sprzyjanie władzom Azerbejdżanu w zamian za korupcję polityczną (tzw. dyplomacja kawiorowa).